# Olympische Jugend-Sommerspiele 2010/Teilnehmer (Jordanien)
| Gelbes Symbol für Goldmedaillen mit stilisierten Olympischen Ringen | Graues Symbol für Silbermedaillen mit stilisierten Olympischen Ringen | Braundes Symbol für Bronzemedaillen mit stilisierten Olympischen Ringen |
| ------------------------------------------------------------------- | --------------------------------------------------------------------- | ----------------------------------------------------------------------- |
| —                                                                   | 1                                                                     | 1                                                                       |

Die Jugend-Olympiamannschaft aus Jordanien für die I. Olympischen Jugend-Sommerspiele vom 14. bis 26. August 2010 in Singapur bestand aus sechs Athleten.

## Medaillengewinner
Mit je einer gewonnenen Silber- und Bronzemedaille belegte das jordanische Team Platz 71 im Medaillenspiegel.

### Silber
- Dana Haidar, Taekwondo: Klasse bis 49 kg

### Bronze
- Yazan Al-Sadeq, Taekwondo: Klasse bis 73 kg

## Athleten nach Sportarten

### Badminton
Jungen
- Mohammed Qadoum
Einzel: 25. Platz

### Schwimmen
| Mädchen - Sara Hayajna 100 m Freistil: 40. Platz 100 m Rücken: 34. Platz | Jungen - Omar Alyan 50 m Schmetterling: 14. Platz 100 m Schmetterling: 30. Platz |

### Taekwondo
| Mädchen - Dana Haidar Klasse bis 49 kg: Silber | Jungen - Yazan Al-Sadeq Klasse bis 73 kg: Bronze |

### Turnen

#### Gymnastik
Jungen
- Adham Al-Sqour
Einzelmehrkampf: 40. Platz